# Paranoid personlighetsstörning
Paranoid personlighetsstörning, förkortat PPD, är en personlighetsstörning med paranoida drag. I ICD-10 nämns undertyperna expansivt paranoid, fanatisk, rättshaveristisk och känsligt paranoid.
Omkring 0,5-2,5% av befolkningen lider av paranoid personlighetsstörning. 2-3%  hos den allmänna befolkningen medan 0,7 % utan andra kormobida diagnoser. Hos nära anhöriga till personer med schizofreni eller vanföreställningssyndrom är andelen högre. Likväl är andelen högre hos patienter inom slutenvården.

## Symptom och diagnos
I ICD-10 behöver förutom icd-10:s allmänna kriterier för personlighetsstörningar även minst fyra av följande diagnostiska kriterier uppfyllas för att diagnosen ska ställas:
1. Överdriven känslighet till misslyckanden och tillbakagångar
2. Tendenser att inte släppa tidigare negativa skeenden, såsom att inte förlåta förolämpningar, skador eller liknande.
3. Misstänksamma och genomgripande tendenser att förvränga upplevelser genom att uppfatta andras neutrala eller vänliga handlingar som aggressiva eller föraktfulla
4. En kampfylld och oproportionerlig känsla av personliga rättigheter
5. Återkommande misstankar utan anledning till att en sexuell eller romantisk partner skulle vara otrogen
6. Tendenser att känna överdrivna känslor av att individen själv är viktig
7. Konspirationsteorier både relaterat till personens eget liv men även gällande världen i stort

## Vanliga övriga diagnoser hos personer med diagnosen
Exempelvis då samsjuklighet kan då vara paranoid-schizood sedan avslutas eller botas. Om en person med paranoid personlighetsstörning utsätts för påtaglig påfrestning kan denne drabbas av kortvarig psykos, som kan vara från minuter till timmar. Ibland diagnostiseras den paranoida personlighetsstörningen före eventuell schizofreni eller vanföreställningssyndrom. Förhöjd risk för att personer med paranoid personlighetsstörning insjuknar i depression, agorafobi, tvångssyndrom eller missbruk. Inte sällan kan ett missbruk som botats, egentligen först avslutat, för att senare dyka upp i annan form, Exempelvis, olika tablettmissbruk såsom Bensodiazepiner, kan övergå till haschmissbruk, som botas kan senare bli ett nytt missbruk exempelvis  till alkohol, som övergår i exempelvis sömntabletter. Det förekommer även att personer med paranoid personlighetsstörning har andra personlighetsstörningar - främst schizotyp, schizoid, narcissistisk och borderline. Komorbiditet – samsjuklighet, ex, paranoid-schizoid.

## Särskiljning från andra diagnoser
Vanföreställningssyndrom, paranoid schizofreni och bipolära sjukdomar med psykotiska inslag kan särskiljas från paranoid personlighetsstörning gällande de psykotiska symptomen. Dessa diagnoser karaktäriseras av psykotiska symptom som varar längre än de psykotiska episoder som kan förekomma vid paranoid personlighetsstörning. Om personen har eller har haft en psykos kan endast paranoid personlighetsstörning diagnostiseras om kännetecknen för personlighetsstörningen fanns innan psykoserna började och finns kvar efter psykotiska episoder.
Andra diagnoser som kan ha liknande symptom och som således måste uteslutas vid klinisk undersökning är: andra personlighetsstörningar, personlighetsförändring beroende på somatisk sjukdom, personlighetsförändring beroende på missbruk samt paranoida drag associerade med utvecklingen av ett fysiskt handikapp.

## Behandling
Det finns få studier beträffande specifik behandling av paranoid personlighetsstörning. Personer med paranoid personlighetsstörning upplever sig ofta inte ha några problem, och söker därför inte hjälp. De som söker hjälp kan vara svåra att behålla inom vården, då de har en tendens att misstro terapeut/psykiatriker eller övrig vårdpersonal. Vanlig behandling mot paranoid personlighetsstörning är psykoterapi. Om personen också lider av allvarliga och återkommande psykoser, allvarlig ångest eller depression, kan medicin förskrivas för att behandla dessa symptom.